# Lê Trọng Quát
Lê Trọng Quát (1 tháng 1 năm 1930 – 16 tháng 12 năm 2022) là luật sư và chính khách Việt Nam Cộng hòa. 

## Tiểu sử

### Thân thế và học vấn
Lê Trọng Quát sinh năm 1930 tại Huế, Trung Kỳ, Liên bang Đông Dương. Phụ thân tên Lê Trọng Phủ, là quan lại nhà Nguyễn ở Huế.
Ông đang dạy học tại Trường Quốc Học thì bị động viên vào khóa 2 Trường Sĩ quan Trừ bị Thủ Đức vào năm 1952. Đầu năm 1953, khi còn đang thụ huấn tại Trường Sĩ Quan Trừ Bị Thủ Đức, ông cầm đầu một cuộc phản kháng rầm rộ lôi cuốn nhiều đại đội khóa sinh chống lại thái độ khinh miệt và hà khắc của bộ chỉ huy quân trường lúc ấy còn do các sĩ quan người Pháp đảm nhận. Sau khi tướng Nguyễn Văn Hinh, Tổng Tham mưu trưởng quân đội đến tận trường cảnh cáo và dọa trừng trị nặng kẻ cầm đầu, ông bị bắt và biệt giam tại khám Chí Hòa hai tháng sau đó bị giáng cấp và đưa ra chiến trường Bắc Việt tại tỉnh Thái Bình. 
Sau một thời gian phục vụ tại mặt trận Bắc Việt thì ông được cho giải ngũ vào năm 1954, và hành nghề Luật sư Tòa Thượng thẩm từ năm 1954 đến năm 1964. Năm 1955, ông tốt nghiệp Cử nhân Luật tại Trường Đại học Luật Sài Gòn. Ngoài công việc chuyên môn của một luật sư, ông còn tích cực dấn thân vào các hoạt động văn hóa xã hội như làm Chủ nhiệm kiêm Chủ bút báo Công Dân phát hành ở miền Trung, tham gia sinh hoạt Thanh Thương Hội Quốc Tế ở Việt Nam với tư cách Phó Chủ tịch và cùng với Linh mục Cao Văn Luận, Viện trưởng Viện Đại học Huế sáng lập Hội Bảo trợ Du học sinh Việt Nam.

### Sự nghiệp chính trị
Dưới thời Đệ Nhất Cộng hòa, Lê Trọng Quát lần lượt đảm nhận những chức vụ quan trọng như Dân biểu Quốc hội ở một đơn vị thuộc tỉnh Thừa Thiên Huế, Trưởng Khối Dân biểu Liên minh Xã hội, Quốc hội Việt Nam Cộng hòa, Chủ Tịch các Ủy ban Lao động-Xã hội-Y tế, Nội vụ và Quốc phòng, Hội thẩm viên Viện Bảo hiến, Đại diện Tổng thống Ngô Đình Diệm trong cuộc bầu cử tổng thống nhiệm kỳ II năm 1961, Đại diện Việt Nam Cộng hòa tham dự các hội nghị Liên hiệp Quốc tế Nghị sĩ ở châu Âu và châu Á. Ông còn chấp bút viết dự thảo Tiến tới một nền quốc phòng tự lực và qui chế sĩ quan Quân lực Việt Nam Cộng hòa rồi đành phải bỏ dở do xảy ra vụ đảo chính ngày 1 tháng 11 năm 1963. Sau đảo chính, ông bị Hội đồng Quân nhân Cách mạng "tạm giữ" tại Tổng Nha Công an và tịch thu tài sản. Mãi đến năm 1965, ông mới được trả tự do và được hoàn trả tài sản.
Dưới thời Đệ Nhị Cộng hòa, Lê Trọng Quát là đồng sáng lập viên Đảng Nhân Xã và Lực lượng Nhân dân Kiến quốc từ năm 1967 đến năm 1970, rồi còn làm Thứ trưởng đặc trách Thông tin Quốc ngoại và Báo chí từ năm 1969 đến năm 1970 trong nội các Trần Thiện Khiêm. Sau đó, ông từ chức vì bất đồng ý kiến với Tổng thống Nguyễn Văn Thiệu về sách lược chống phản chiến ở nước ngoài. Bên cạnh đó, ông cũng là thành viên Chủ tịch Đoàn và Phát ngôn viên của Liên minh Dân chủ Xã hội gồm sáu chính đảng lớn nhất của miền Nam từ năm 1968 đến năm 1975. Ngày 14 tháng 4 năm 1975, ông nhậm chức Quốc vụ khanh thứ nhất đặc trách Chính trị trong nội các Nguyễn Bá Cẩn được một thời gian ngắn thì bàn giao lại cho Chính phủ Dương Văn Minh vào ngày 28 tháng 4 năm 1975.

### Sau năm 1975
Trước lúc Sài Gòn thất thủ, Lê Trọng Quát là người Việt Nam cuối cùng leo lên chiếc trực thăng di tản của Mỹ rời khỏi đất nước vào chiều ngày 29 tháng 4 năm 1975. Lúc đầu ông sang Hoa Kỳ ở tạm thời rồi sau qua định cư bên Pháp, làm Công cán Ủy viên đặc trách Sở Nghiên cứu Nhân dụng và Thống kê Vùng Île-de-France, Paris đến năm 1990 thì hưu trí sớm.
Năm 2004, ông cho lập Việt Hưng Hợp Đoàn (Viet’s Restoration Foundation) vào nhằm mục đích trợ giúp sinh viên học sinh nghèo con cháu cán bộ của chế độ Việt Nam Cộng hòa còn ở lại quê hương. Thỉnh thoảng còn làm cố vấn cho một số hội đoàn quốc gia ở hải ngoại.
Năm 2013, ông khởi xướng Phong trào Dân tộc Tự quyết Việt Nam. Từ năm 2015, ông đứng ra lãnh đạo tổ chức mang tên Chính phủ Pháp định Việt Nam Cộng hòa.
Ông qua đời ngày 16 tháng 12 năm 2022 tại Paris, Pháp, hưởng thọ 92 tuổi.

## Đời tư
Lê Trọng Quát là một Phật tử thuần thành.

## Tác phẩm
- Hồi ký Giữa Bão Loạn (2015)
- Việt Nam đi về đâu ? Huyền thoại và sự thật 1930-2002 (2003)